# Allium azutavicum
L'Allium azutavicum és una espècie de planta amb flors de la família Amaryllidaceae descrita per Kotukhov l'any 2003
La planta és endèmica del Kazakhstan; no se n'han descrit subespècies.